# 東まゆみ
東 まゆみ（あずま まゆみ、1975年4月24日 - ）は、日本の女性漫画家、イラストレーター。東京都在住。
1995年12月、『月刊少年ギャグ王』（エニックス、現スクウェア・エニックス）掲載の『ナイトウォーカー!』でデビュー。代表作は『EREMENTAR GERAD』、『スターオーシャン セカンドストーリー』、『ヴァンパイア セイヴァー 〜魂の迷い子〜』など。

## 経歴
デビュー以前は天野こずえの下でアシスタントをしていた。1993年、「陸に上がったPIRATES」で第6回ビッグルーキー大賞佳作。
作品のジャンルはバトルファンタジー漫画が中心。『ヴァンパイア セイヴァー 〜魂の迷い子〜』『スターオーシャン セカンドストーリー』は、ゲームソフト原作だがアレンジが加えられており、登場人物の服装・性格、物語のあらすじなどには変更点が少なくない。また、後者は2001年に『スターオーシャンEX』のタイトルでテレビアニメ化もされた。同年に発売されたゲームボーイ用ソフト『スターオーシャン ブルースフィア』のキャラクターデザインも担当した。
2001年9月、『スターオーシャン セカンドストーリー』はアニメと同時に未完のまま連載終了してしまった。原因はいわゆるエニックスお家騒動と伝えられている。
2002年2月『月刊コミックブレイド』創刊号より『EREMENTAR GERAD』連載開始。以降マッグガーデン発行の雑誌で作品を連載中。
2023年5月現在、緑内障の治療のため活動休止中。

## 人物
歌手・黒田倫弘（元Iceman）のデビュー当時からのファンである。TVアニメ『エレメンタル ジェレイド』でエンディングテーマを彼が担当しているが、これは原作者本人が彼を推薦したことによる（詳しくは『TVアニメーション「エレメンタル ジェレイド」スターターブック』などを参照）。
個人サークル「ナイトウォーカーズ」にて『ファイナルファンタジー』シリーズなどの同人誌を描いており、コミックマーケットにもしばしば参加している。かつてはアシスタントのましかじゅんと共に活動していたが、現在ではそれぞれ別のジャンルを手がけるようになった。
「シン」「まろ」という名の2匹の犬と、「つな」「ねぎとろ」「のりべん」という名の3匹の猫を飼っていたが、「シン」は2008年に行方不明に、「のりべん」は2009年5月に他界している。

## 作品リスト

### 漫画

#### 連載
- ナイトウォーカー!（『月刊少年ギャグ王』）
- ヴァンパイア セイヴァー 〜魂の迷い子〜（『増刊ガンガンWING』夏季号 - 『月刊ガンガンWING』2001年9月号）
- GET!（『月刊少年ガンガン』1998年4月号 - 10月号）
- スターオーシャン セカンドストーリー（『月刊少年ガンガン』1998年11月号 - 2001年10月号）
- EREMENTAR GERAD[2]（『月刊コミックブレイド』2002年4月号 - 2010年2月号）
- EREMENTAR GERAD-蒼空の戦旗-（『コミックブレイドMASAMUNE』→『月刊コミックブレイドアヴァルス』→『月刊コミックアヴァルス』） - 休載中。
- とらねこフォークロア（『月刊コミックブレイド』2010年6月号 - 2013年3月号）
- 宇宙戦艦ヤマト2199 緋眼のエース（メカ作画：中西達郎、『月刊コミックブレイド』2013年9月号 - 2014年6月号）
- アマデウスコード（中西達郎との共作、『月刊コミックガーデン』2015年2月号 - ） - 休載中。

#### 読み切り
- 大きな桜の木の下で（投稿作・『ナイトウォーカー! 〜東まゆみ短編集〜』初出）
- リボルバー（原作：夏緑、『ガンガンWING』） - 『ナイトウォーカー! 〜東まゆみ短編集〜』に収録。
- ストレート!（『増刊ガンガンWING』1997年冬期臨時増刊号） - 『GET!』に収録。

#### 単行本
- 『ヴァンパイア セイヴァー 〜魂の迷い子〜』、エニックス〈ガンガンコミックス〉 1997年 - 2001年、全5巻
- 『GET!』、エニックス〈ガンガンコミックス〉 1999年、全1巻
- 『スターオーシャン セカンドストーリー』、エニックス〈ガンガンコミックス〉 1999年 - 2001年、全7巻
- 『ナイトウォーカー! 〜東まゆみ短編集〜』、エニックス〈ガンガンコミックス〉 2000年、短編集
- 『EREMENTAR GERAD』、マッグガーデン〈ブレイドコミックス〉 2002年 - 2010年、全18巻
- 『EREMENTAR GERAD-蒼空の戦旗-』、マッグガーデン〈ブレイドコミックス〉 2004年 - 、既刊8巻
- 『とらねこフォークロア』、マッグガーデン〈ブレイドコミックス〉 2011年 - 2013年、全6巻
- 『宇宙戦艦ヤマト2199 緋眼のエース』、マッグガーデン〈ブレイドコミックス〉 2014年、全1巻

### ブレイドコミックス
- EREMENTAR GERAD オフィシャルガイド
- EREMENTAR GERAD アルティメットガイド

### 画集
- 東まゆみ画集 スターオーシャンセカンドストーリー Treasure
- 東まゆみ画集 スターオーシャンセカンドストーリー Second Treasure
- 少年ガンガンピクチャーポストカード スターオーシャンセカンドストーリー
- 紅霹 東まゆみIllustration Works EREMENTAR GERAD"RED"
- 彩宴〜Colorful Festival〜 東まゆみ コンパクトイラストレーションズ

### イラスト
- 少年ガンガンコミックCDコレクション
  - スターオーシャンセカンドストーリー〜船上の受難者〜
  - スターオーシャンセカンドストーリーVOL.2〜深き夜の王〜
  - スターオーシャンセカンドストーリーVOL.3〜約束の小さな瞳〜

- コミックブレイドドラマCDシリーズ
  - EREMENTAR GERAD ドラマCD
  - EREMENTAR GERAD ドラマCD第2巻
  - EREMENTAR GERAD ドラマCD第3巻

- トレーディングカードゲーム
  - ガンガンヴァーサス
  - アクエリアンエイジSagaII（白魔道師ディーナ・ウィザースプーン）
  - EREMENTAR FRONT
  - COMIC BLADE GLADIATORS

- ライトノベル
  - 小説スターオーシャンセカンドストーリー PAブーツレッグ（著 - 霧海正悟）
  - 小説EREMENTAR GERAD 隠された月虹宝珠（著 - 朝香祥）
  - 小説EREMENTAR GERAD 2 時を移す藍方宝樹（著 - 朝香祥）

- TVアニメーション「エレメンタル ジェレイド」スターターブック

### デザイン
デザイン関連。
- テレビアニメ
  - スターオーシャンEX（キャラクター原案）
- ゲームソフト
  - スターオーシャン ブルースフィア（キャラクターデザイン）
  - 多重人格-Dr. yesterday-（キャラクターデザイン）

### アンソロジー
アンソロジーコミック。
- エニックススーパーコミック劇場
  - Vol.1 闘神伝2（読み切り『絆-きずな-』）
  - Vol.2 ファイアーエムブレム（読み切り『買い出し大騒動!!』）
  - Vol.3 ワンダープロジェクトJ（読み切り『お宝GET大作戦!』）
  - Vol.4 サイキックフォース（読み切り『月影の哀しき狂気』）
  - Vol.5 ファイアーエムブレムII 紋章の謎（巻頭カラー読み切り『君のための約束』）
  - Vol.6 女神異聞録ペルソナ（読み切り『Clowning』）
  - Vol.7 ファイアーエムブレムIII 聖戦の系譜（裏表紙イラスト、読み切り『透明色の希望』）
  - Vol.8 女神異聞録ペルソナ 第二集（読み切り『THE OTHER EPISODE』）
  - Vol.12 スターオーシャンセカンドストーリー 第一集（表紙イラスト、巻頭カラー読み切り『星紡ぐ夜』）
  - Vol.13 スターオーシャンセカンドストーリー 第二集（表紙イラスト）
  - Vol.40 スターオーシャンセカンドストーリー 第八集（表紙イラスト）
- 4コママンガ劇場
  - スターオーシャンセカンドストーリー 4コママンガ劇場（表紙イラスト）
  - スターオーシャンセカンドストーリー 4コママンガ劇場5（表紙イラスト）
  - スターオーシャンセカンドストーリー 4コママンガ劇場9（表紙イラスト）
  - スターオーシャンセカンドストーリー 4コママンガ劇場10（表紙イラスト）
  - スターオーシャンセカンドストーリー 4コママンガ劇場12（表紙イラスト）
  - スターオーシャンセカンドストーリー 4コママンガ劇場13（表紙イラスト）
  - スターオーシャンブルースフィア 4コママンガ劇場（表紙イラスト）
  - ファイアーエムブレム 4コママンガ劇場5（巻末カラー『そして僕は空を見上げる』）
  - ヴァンパイアセイヴァー 4コママンガ劇場（表紙イラスト、センターカラー読み切り『ブリスでパラダイス』）
  - スーパーマリオ 4コママンガ劇場9（『よっしーマニュアル!』）
- その他
  - ヴァンパイアセイヴァー ハイパーGコミックアンソロジー（裏表紙イラスト、読み切り『BREAK POINT』）
  - ファイアーエムブレム ショートコミック劇場（センターカラー読み切り『ナバールの華麗(?)な一日』）
  - 猫あんそろじー（読み切り『あずま家のNECO SYSTEM』）

### アシスタント
- 浪漫倶楽部（第2 - 5巻、作 - 天野こずえ）